# Łukiwka
Łukiwka (ukr. Луківка) – wieś na Ukrainie, w obwodzie czerkaskim, w rejonie zwinogródzkim.